# Marsi

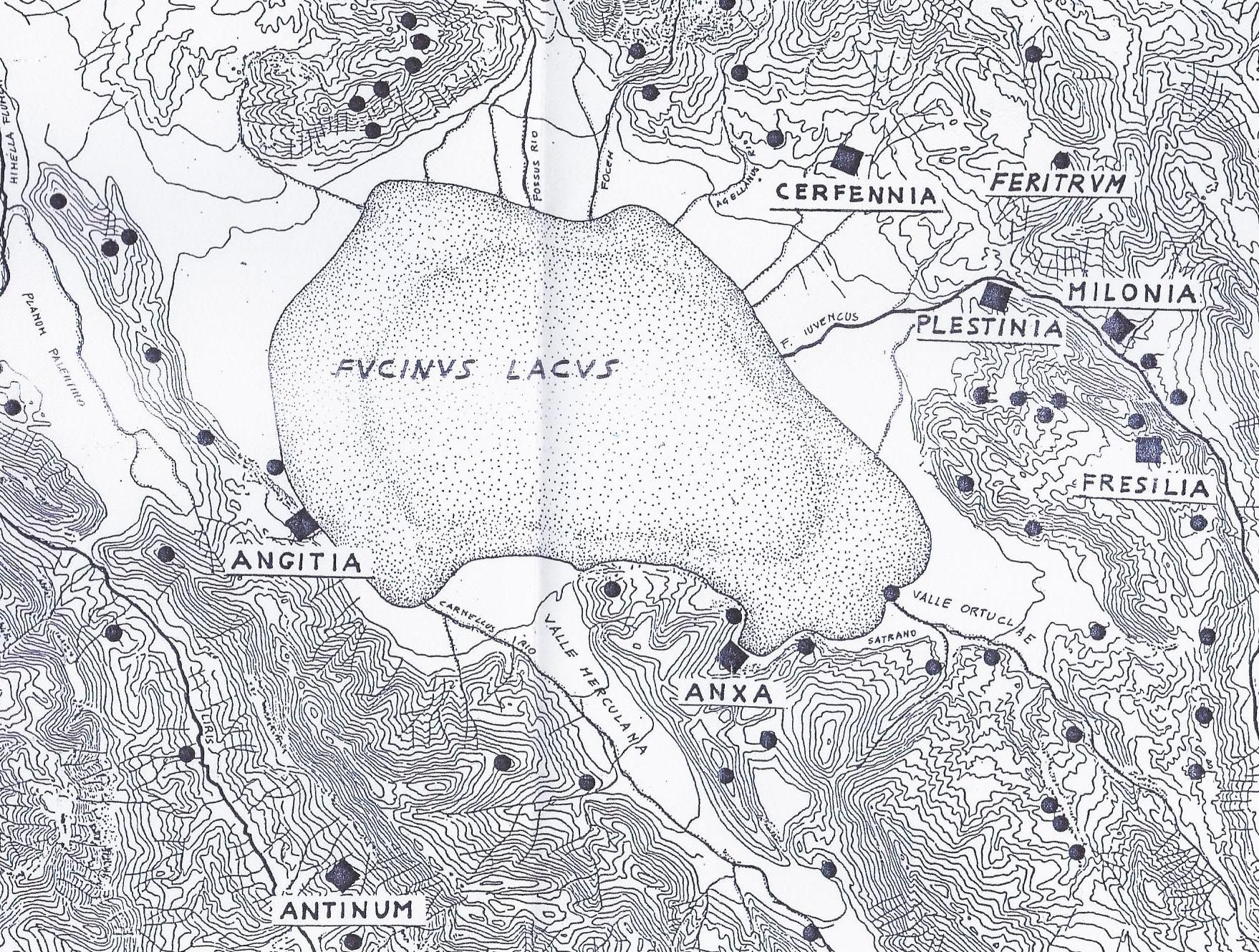
Mappa in cui viene ipotizzata la Marsica antica.

I Marsi  erano un popolo italico di lingua osco-umbra, storicamente stanziato nel I millennio a.C. nel territorio montuoso circostante il lago Fucino, zona che corrisponde a un'ampia area dell'Abruzzo contemporaneo chiamata appunto Marsica. Entrati in conflitto con la Repubblica romana alla fine del IV secolo a.C., presto furono indotti dall'evidente supremazia dell'esercito romano a unirsi in alleanza con Roma, accettando la condizione di socii italici, come già avvenuto in precedenza con i latini col foedus cassianum. Conservarono a lungo un certo margine di autonomia interna fino a quando, nel I secolo a.C., l'estensione a tutti gli Italici della cittadinanza romana, decisa in seguito alla Guerra sociale della quale i Marsi furono tra i principali ispiratori, accelerò il processo di romanizzazione del popolo, che fu rapidamente inquadrato nelle strutture politico-culturali di Roma.

## Etnonimo

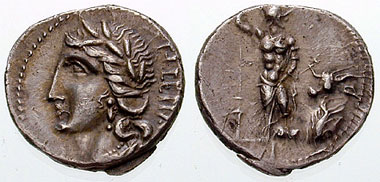
Monetazione della confederazione marsa durante la guerra sociale (Víteliú e soldato elmato - 89 a.C.).

Il nome "Marsi" sarebbe di origine sacra e deriverebbe dalla divinità più importante che essi veneravano: il dio italico Mamerte, da cui deriverebbe la divinità romana della guerra Marte, nome che veniva pronunciato "Mars"-"Martis" (in lingua sabellica anche "Mors"). 
Dunque il nome italiano "Marsi", pur filtrato dal latino, ha inevitabilmente un'origine indigena.
Questa etimologia, secondo alcuni, spiegherebbe l'indole bellicosa di questo popolo. Il nome sarebbe stato assunto in seguito a un rito di primavera sacra, attraverso il quale i Marsi si distaccarono dal generico tronco sabellico.
Gli omonimi tedeschi Marsi (in tedesco "Marser") furono una piccola tribù germanica occidentale stanziata, tra I secolo a.C. e I secolo d.C., tra i fiumi Reno, Roer e Lippe, nella contemporanea Germania nord-occidentale.

## Storia

### Le origini e il territorio

La posizione dei Marsi a sud del lago Fucino.

Genti osco-umbre penetrarono in Italia nella seconda metà del II millennio a.C., probabilmente intorno al XII secolo a.C.. Non è noto il momento esatto in cui genti di lingua osco-umbra si stabilirono nell'area del Fucino; il gruppo che sarebbe emerso storicamente come Marsi raggiunse la regione seguendo la valle del Salto. Il loro centro più importante era Marruvium, la contemporanea San Benedetto dei Marsi, mentre altri centri di rilievo erano Antinum (Civita d'Antino), Cerfennia (Collarmele), Fresilia, Milonia (Ortona dei Marsi), Plestinia (probabilmente la Rocca Vecchia di Pescina) e Lucus Angitiae (Luco dei Marsi), presso il bosco sacro consacrato alla dea Angizia.
Le prime notizie sui Marsi e sulle altre tribù autoctone della zona vengono dalla storiografia romana. La prima citazione dei Marsi avviene in particolare ad opera di Gn. Gellio (richiamato da Plinio) che ne riporta le origini mitiche, collegate alla stirpe del semidio Eeta, Angizia, Circe. Sarà ancora un Gellio secoli più tardi, questa volta Aulo, a rammentare il legame con Circe. 
La parte centrale della zona fucense era occupata dai Marsi, a nord-ovest erano presenti gli Equi che sconfinavano nell'odierno reatino, mentre a sud c'erano i Volsci, che occupavano la parte sud della valle Roveto. Le principali fonti storiche cominciano a occuparsi del Fucinus lacus a proposito di un violento scontro avvenuto tra i Romani e i Volsci nel 408 a.C., con il conseguente controllo del lago da parte del tribuno consolare romano Publio Cornelio.

### I rapporti con Roma

#### IV secolo a.C.

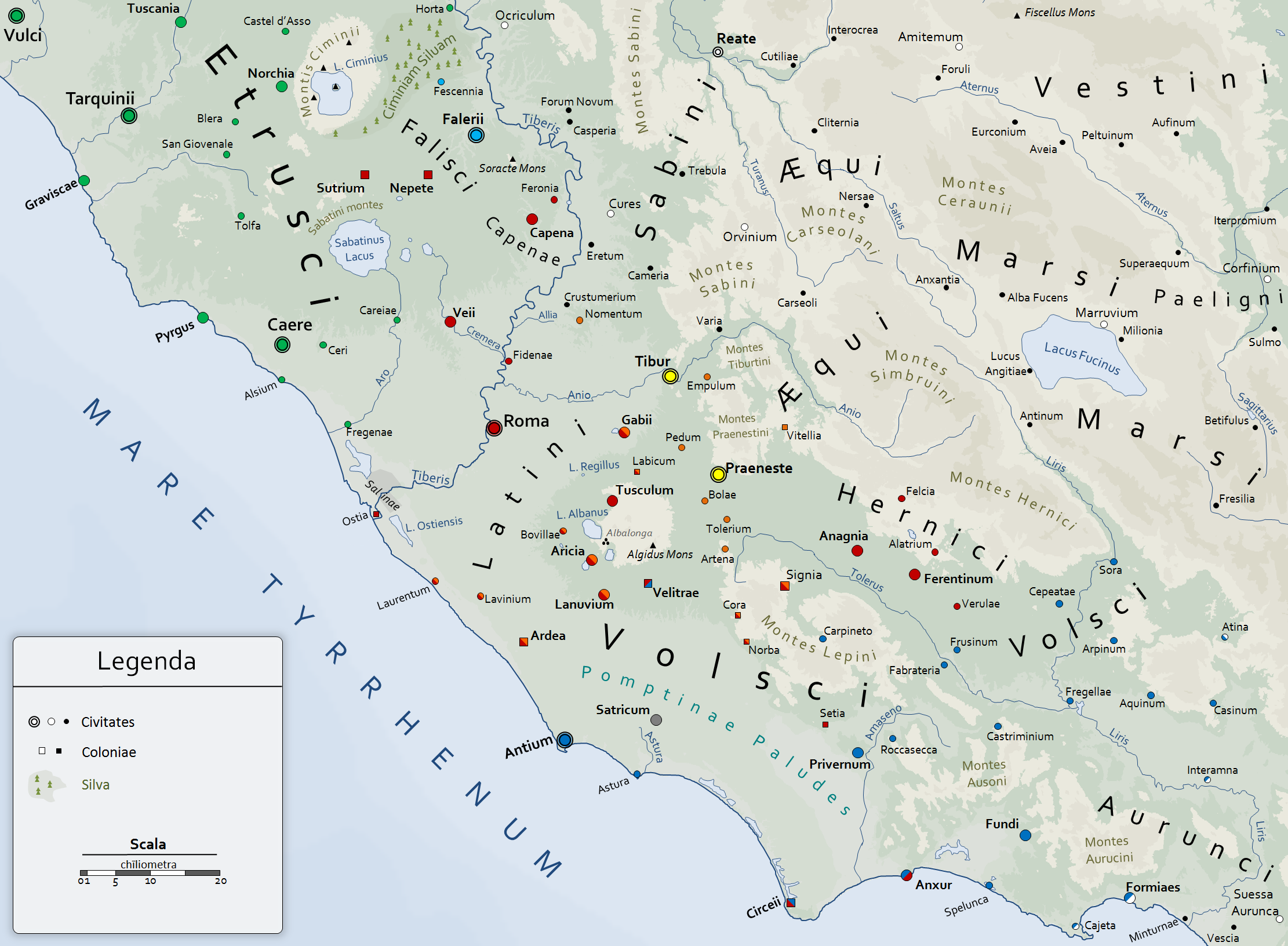
Territori dei Marsi in una carta del 358 a.C.

I Marsi nelle antiche regioni d'epoca romana.

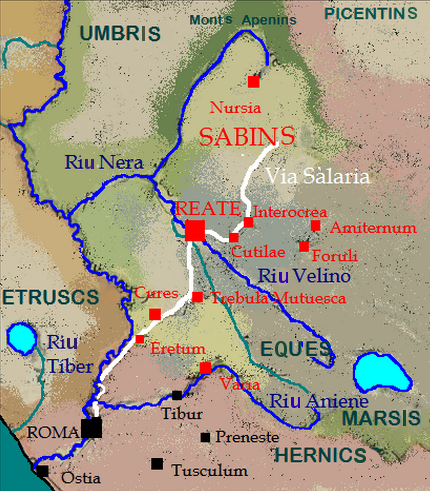
Popoli italici del centro Italia.

I Marsi, insieme ai Vestini, ai Marrucini e ai Peligni, presero parte a una confederazione contro cui i Romani entrarono in conflitto durante la Seconda guerra sannitica, nel 325 a.C. Contro l'alleanza italica Roma inviò il console Decimo Giunio Bruto Sceva; secondo Tito Livio si trattò di una mossa audace, poiché fino a quel momento i Vestini e i loro alleati non avevano minacciato direttamente la Repubblica, ma necessaria per prevenire una loro possibile alleanza con i Sanniti. Bruto devastò le campagne degli Italici per costringerli a scendere in battaglia in campo aperto; lo scontro fu sanguinoso e anche l'esercito romano subì gravi perdite, ma i nemici furono costretti ad abbandonare i loro accampamenti e a trincerarsi nelle loro cittadelle.
In seguito Livio accenna a un modesto scontro tra le legioni di Quinto Fabio Massimo Rulliano e i Sanniti, cui presero parte anche Marsi e Peligni; si trattò di una scaramuccia, sottolineata dallo storico in quanto prima "defezione" dei Marsi dal campo romano. Dal 325 a.C. in poi ci furono varie ribellioni, alle quali Roma reagì istituendo in territorio equicolo a ridosso di quello marso la colonia latina di Alba Fucens (303 a.C.).
Nel 304 a.C., dopo la grave disfatta subita dagli Equi per opera dei Romani guidati dai consoli Publio Sempronio Sofo e Publio Sulpicio Saverrione, i Marsi, come i loro vicini Peligni, Marrucini e Frentani, inviarono ambasciatori a Roma per chiedere un'alleanza, che fu loro concessa attraverso un trattato. Non appoggiarono quindi la Lega sannitica, contribuendo in tal modo in maniera decisiva alla vittoria romana.
Nel 301 a.C., approfittando di una contemporanea rivolta dell'Etruria, i Marsi si opposero alla colonia di Carsioli (o Carseoli), appena fondata da quattromila uomini. Per far fronte all'emergenza Roma nominò dittatore Marco Valerio Corvo, che sbaragliò i Marsi in una sola battaglia; li costrinse quindi a trincerarsi nelle loro cittadelle, prima di conquistare in rapida successione Milonia, Plestinia e Fresilia. Stabilì quindi che i Marsi avrebbero dovuto rinunciare a parte del loro territorio, prima di rinnovare l'alleanza con loro, foedus di cui un denario Gellio conserva probabilmente la memoria della vittoria senza sangue con l'incisione della corona di mirto.

#### III secolo a.C.
La romanizzazione dei Marsi fu graduale. Dopo il trattato del 304, poi rinnovato nel 301 a.C., conservarono ampi margini di autonomia interna come popolo alleato e non già sottomesso; la loro politica, tuttavia, non entrò mai in contrasto con quella di Roma, alla quale si accodavano.
A differenza di altri popoli osco-umbri, dopo la sottomissione rimasero fedeli a Roma in occasione delle Guerre pirriche. I Marsi combatterono poi al fianco di Roma alla Seconda guerra punica partecipando nel 225 a.C. a un contingente di cavalleria di quattromila armati insieme a Marrucini, Frentani e Vestini.
Secondo Tito Livio, sempre nel corso della Seconda guerra punica (217 a.C.) il loro territorio e quello dei loro vicini Peligni sarebbe stato devastato dalle truppe di Annibale, in marcia verso sud dopo la vittoria nella battaglia del Lago Trasimeno; tale informazione è tuttavia scorretta, giacché Marsi e Peligni non si trovavano lungo l'itinerario dei Cartaginesi.

#### II-I secolo a.C.

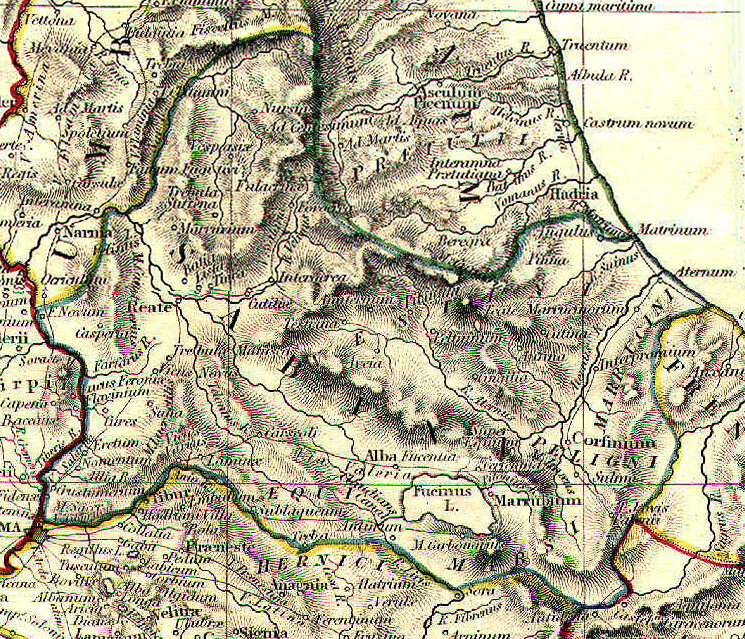
La Sabina secondo lHistorical Atlas: i Marsi erano stanziati all'estremità meridionale della regione, presso il lago del Fucino.

Il rapporto tra i Marsi e i Romani fu instabile, intervallato da momenti di pace e di alleanza, a improvvise ribellioni che costringevano Roma a duri interventi repressivi. La rivolta più grave delle popolazioni fucensi, portò, nel 91 a.C., allo scoppio della Guerra sociale – detta anche Bellum marsicum - che coinvolse quasi tutta la penisola e gettò Roma nella guerra civile tra Mario e Silla. La rivolta degli alleati italici fu poi sedata dal console Gaio Mario con la conseguente concessione della cittadinanza romana a tutti i confederati.
Agli inizi del I secolo a.C., i Marsi furono quindi i principali ispiratori, con Peligni e Piceni al loro seguito, della vasta coalizione di popoli italici che scatenò la Guerra sociale per ottenere la concessione della cittadinanza romana più volte negata (91-88 a.C.). L'esercito italico, ripartito in due tronconi - uno sabellico guidato dal marso Quinto Poppedio Silone, l'altro sannitico affidato a Gaio Papio Mutilo - contava contingenti di numerosi popoli; quello marso era guidato da Tito Lafrenio.

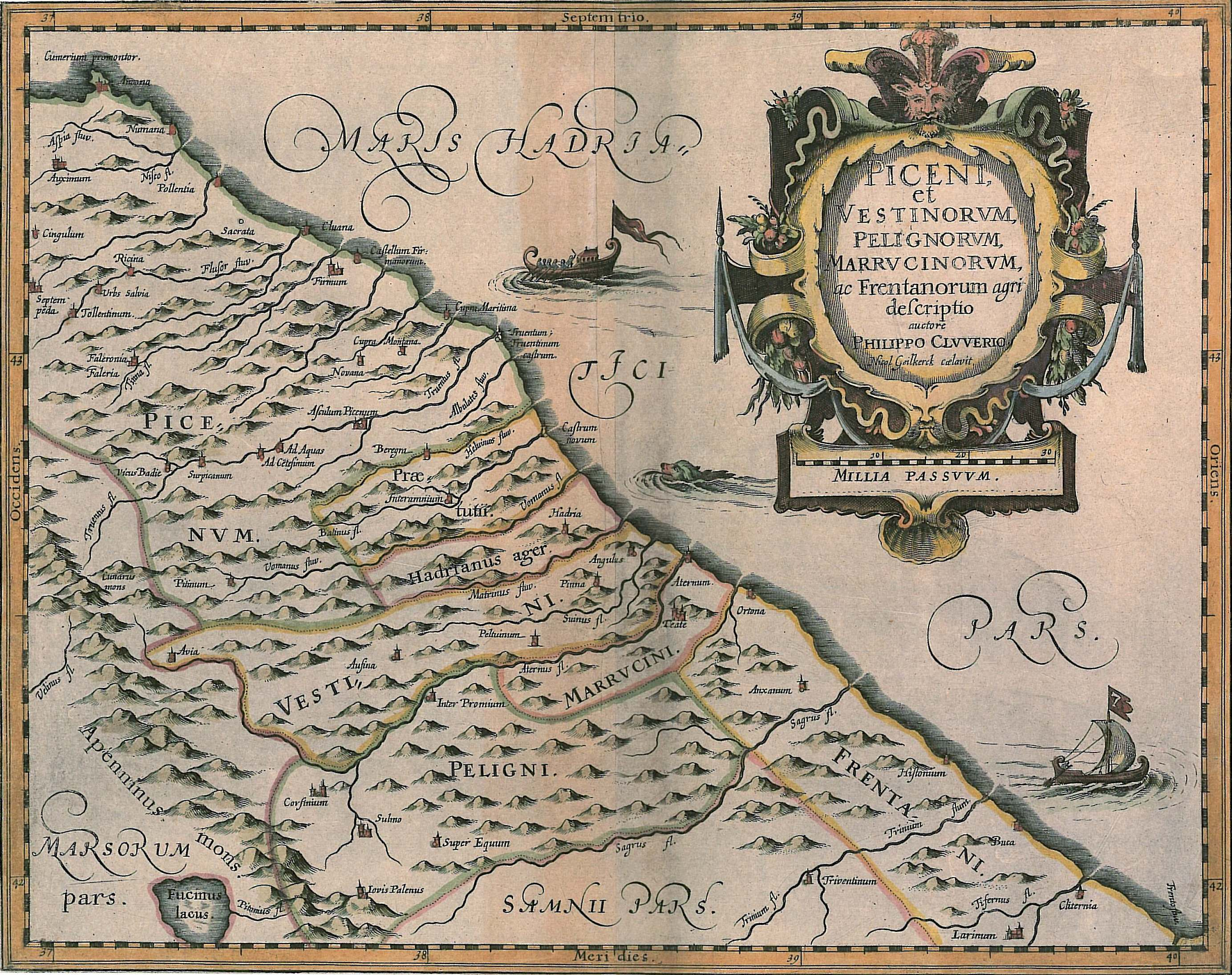
Agri descriptio, 1624 - Philip Clüver.

Nel 90 a.C. Lafrenio fu il primo difensore di Ascoli (città non marsa, a testimonianza del carattere federale della lotta), assediata da Gneo Pompeo Strabone; presto ricevette il soccorso dei Piceni di Gaio Vidacilio e dei Peligni di Publio Vettio Scatone. In seguito i Marsi di Lafrenio assediarono lo stesso Pompeo a Fermo, prima di essere battuti separatamente da Mario. Poppedio, dal canto suo, alla testa di Marsi e Vestini tese un'imboscata vincente nella quale cadde il romano Quinto Servilio Cepione il Giovane (90 a.C.), prima che la generale vittoria di Roma sui socii ribelli culminasse con la presa di Ascoli da parte di Pompeo.
Dopo la Guerra sociale la Lex Julia de civitate, che concedeva la cittadinanza romana a tutti gli Italici rimasti fedeli a Roma, fu progressivamente estesa anche ai popoli insorti, tra i quali i Marsi. I loro territori furono intensamente colonizzati, soprattutto nell'epoca di Silla. Ottenuta la cittadinanza, i popoli sabellici furono incorporati nelle tribù romane: i Marsi, con i Peligni, furono iscritti nella gens Sergia. A partire da allora la romanizzazione degli Italici si avviò rapidamente a compimento, come attesta la rapida scomparsa delle loro lingue, sostituite dal latino.
Le leggende relative ai Marsi riportano ad un altro proverbio latino secondo il quale "per fare un guerriero marsicano sono necessari quattro legionari romani". Nei secoli successivi i Marsi combatteranno al fianco delle legioni romane.

## Società

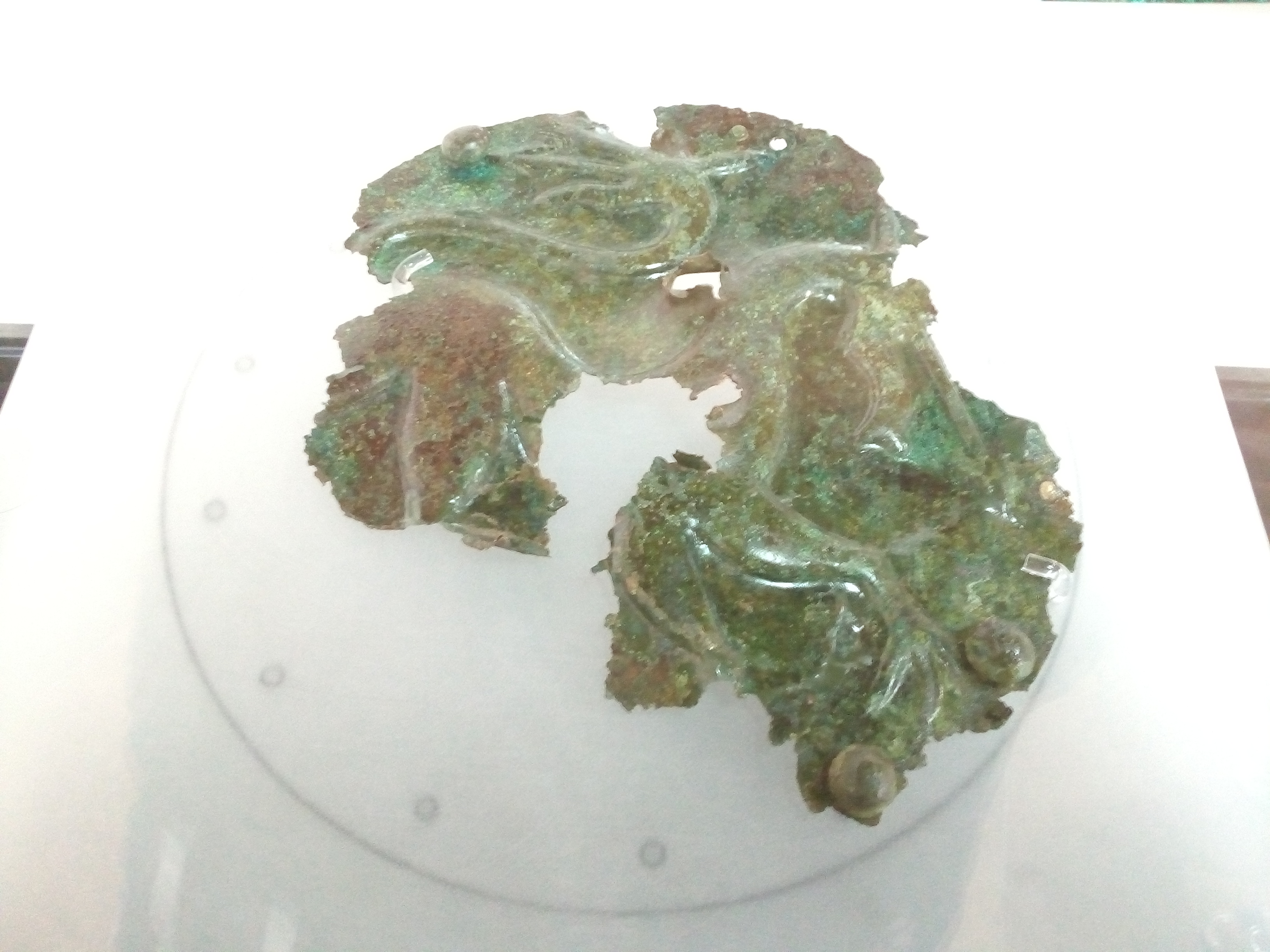
Disco corazza (kardiophylax) raffigurante la chimera, assunta a simbolo dei Marsi.

Come molti altri popoli osco-umbri, i Marsi erano governati da meddix, supremi magistrati che i Romani identificavano con i loro praetor. Il meddix aveva amplissimi poteri: oltre a essere il capo politico del popolo, esercitava anche le supreme funzioni militari e giudiziarie; dalla loro carica dipendeva il calendario, nel quale gli anni erano identificati con il meddix in carica - esattamente come a Roma con i consoli.
I Marsi erano dediti al "Ver Sacrum", cioè la Primavera Sacra, un rito di origine italica, che comportava la fondazione di nuove colonie per motivi demografici ed esigenze agricole e pastorali. Era ritenuto allo stesso tempo un gesto che scongiurasse le carestie, la migrazione era guidata in modo simile ad una procedura totemica: si interpretava il percorso di un animale-guida, per trarne indicazioni sulla direzione del tragitto. Un cane consacrato, allontanandosi dalla terra di origine, portò una tribù marsa in Lucania, fondando la città cui i Romani dettero il nome di Abellinum Marsicum, la contemporanea Marsico Nuovo il cui stemma è un cane con il motto F.Et.A. (fidelis et amans), e la vicina Marsicovetere.

## Religione
I Marsi erano, come tutti gli Italici, politeisti; al pari dei Peligni, adoravano i Dioscuri (Iovies Pucleis in marso). Godevano fama di stregoni: si dice infatti che fossero particolarmente dediti alla magia. Guarivano ferite e curavano malattie con piante officinali dei monti circostanti; inoltre erano potenti incantatori di serpenti, riuscendo anche a guarirne i morsi con impacchi di erbe misteriose e formule magiche. L'Eneide ci ha tramandato al riguardo il nome di Umbrone, giovane sacerdote, medico e serparo, che combatte al fianco di Turno contro i troiani di Enea, dal quale viene ucciso .
Fra le divinità del pantheon marso sono da annoverare: Angizia, maga e guaritrice associata al culto dei serpenti, Feronia (dea della fertilità), che aveva culto anche tra gli altri popoli italici; alle origini divinità delle acque, dei laghi, delle fonti: Feronia mater nympha Campaniae (Serv., ad Aen., VIII, 564, Feronienses aquatores C.I.L., V, 8307); "effigiata nelle medaglie con un serto di fiori non ancora aperti di melogranato" e per questo, dal Mommsen, ritenuta "per fermo dea della Primavera" (Sul bronzo di Rapino, p. 23.); Vesuna, di cui all'iscrizione Divai Vesune Erinie, trovata vicino Milonia e all'epigrafe del bronzo di Antino trovato nei pressi di Antinum, che per certi versi potrebbe essere paragonata con Cerere e con Flora, anche questa divinità italica, menzionata nelle Tavole eugubine (Mommsen, ivi, pp. 21-22); Valetudo (dea della salute personale), di cui alle iscrizioni: V. Vetius. Valetudne d.d.l.m. e Aninus Vecus Valetudne donum dant.
Il pantheon comprendeva anche i Novesede (Mommsen, ivi, pp. 25-26.), divinità saettatrici, con probabilità corrispondenti ai Divi Novensiles dei Romani, divi che scagliavano fulmini, stando all'invocazione che i consoli romani pronunciavano prima dell'inizio della battaglia.

## Lingua
I Marsi parlavano un dialetto sabellico, varietà della lingua umbra. Documentato per la prima volta dal Bronzo di Rapino e dal Bronzo di Antino, tra i dialetti sabellici è, con il dialetto sabino, quello che mostra le più precoci e forti influenze del latino, tanto che dall'area abitata dai Marsi sono pervenute testimonianze di iscrizioni non più in dialetto marso, ma in un originale latino ricco di marsismi, come nell'Iscrizione di Caso Cantovios.

### Fonti primarie
- Bronzo di Rapino;
- Bronzo di Antino;
- Iscrizione di Caso Cantovios;
- Appiano Alessandrino, Storia romana;
- Tito Livio, Ab Urbe condita libri;
- Polibio, Storie;

### Letteratura storiografica
- Giacomo Devoto, Gli antichi Italici, 2ª ed., Firenze, Vallecchi, 1951.
- Giuseppe Micali, Storia degli antichi popoli italiani, 2ª ed., Milano, 1836.
- Francisco Villar, Gli Indoeuropei e le origini dell'Europa, Bologna, Il Mulino, 1997, ISBN 88-15-05708-0.

### Contesto storico generale
- Storia della Marsica
  - Legio Martia
- Osco-umbri
  - Marrucini
  - Peligni
  - Vestini
  - Frentani
  - Piceni
- Lingue osco-umbre
  - Lingua marsa
- Monetazione di Alba Fucens

### Rapporti con Roma
- Battaglia del lago del Fucino
- Guerra sociale
- Guerre sannitiche
- Legio Martia
- Regio IV Samnium